# FreeGLUT
freeglut è una alternativa open source alla libreria OpenGL Utility Toolkit (GLUT). GLUT (e quindi freeglut) consente all'utente di creare e gestire finestre contenenti contesti OpenGL su una vasta gamma di piattaforme e anche leggere il mouse, e le funzioni della tastiera e joystick. freeglut è una sostituzione di GLUT, e ha solo poche differenze.
Da quando GLUT è andato in stagnazione, freeglut è in sviluppo per migliorare il toolkit. È distribuito sotto Licenza MIT.

## Storia
freeglut fu originariamente scritto da Pawel W. Olszta con il contributo di Andreas Umbach e Steve Baker. Da quando Pawel ha smesso di lavorare nell grafica 3D, ha passato il testimone a Steve Baker.
Steve è ora il proprietario e mantenitore di freeglut, sebbene John Fay fa la maggior parte del lavoro giorno per giorno.
Pawel iniziò lo sviluppo di freeglutil 1º dicembre 1999. Il progetto è adesso una sostituzione al 100% per il GLUT originale con solo poche differenze e molti bug in meno.
freeglut contiene alcuni miglioramenti sull'originale GLUT, ma per una questione di politica non verranno aggiunte caratteristiche significative.

## Stato dello sviluppo
freeglut ora è molto stabile e ha meno bug rispetto l'originale GLUT. Nuove revisioni appaiono periodicamente, tuttavia poiché è ormai abbastanza stabile e non sono previste nuove funzionalità, questi update sono necessari sempre meno spesso.
freeglut è distribuito invece di GLUT in alcune distribuzioni di Linux. Poiché è compatibile verso l'alto a un livello binario, programmi compilati per GLUT possono essere collegati a freeglut senza problemi.